# Slava! Pieśni Słowian Południowych
Slava! Pieśni Słowian Południowych – album studyjny polskiego zespołu folkowego Percival. Wydawnictwo ukazało się 26 października 2012 nakładem samego zespołu w dystrybucji Fonografiki. Jest to pierwsza część serii Slava poświęcona muzyce słowiańskiej. Druga część to Slava II – Pieśni Słowian Wschodnich, trzecia Slava III – Pieśni Słowian Zachodnich, czwarta Slava IV – Pieśni Słowian Przyszłości.
Na płycie znalazło się trzynaście utworów z wybranych pieśni Słowian południowych, czyli Bułgarów, Serbów, Chorwatów, Bośniaków, Czarnogórców, Macedończyków i Słoweńców. Podczas tworzenia materiału, zostały wykorzystane instrumenty takie jak: lira bizantyjska, wiolonczela, sopiłka, davul, bodhrán, lutnie długoszyjkowe, darabuka, tamburyn. Płyta opcjonalnie była dołączona do albumu Równonoc. Słowiańska dusza.
Płyta została w całości wyprodukowana przez Percival & Keyff.MS. Nagrania były rejestrowane w RedBaaron Studio, FGPS Studio od czerwca do lipca 2012 roku.
Utwór „Lazare” został wykorzystany jako ścieżka dźwiękowa do gry Wiedźmin 3: Dziki Gon.

## Lista utworów
Opracowano na podstawie materiału źródłowego
CD 1;
1. „Gusta mi magla” (Serbia) – 2:51
2. „Delberino” (Bułgaria) – 2:16
3. „Karanfilče” (Serbia) – 3:30
4. „Vrsuta” (Czarnogóra) – 2:20
5. „Lazare” (Bułgaria) – 2:22
6. „Korita Ivanova” (Czarnogóra) – 2:32
7. „Ne orji, ne sejaj” (Słowenia) – 2:27
8. „Naranča” (Chorwacja) – 3:12
9. „Žali Zare” (Serbia) – 3:18
10. „Ljubav se ne trži” (Chorwacja) – 2:07
11. „Šta to radiš” (Serbia) – 3:22
12. „Karanfile” (Bośnia) – 5:07
13. „Dve nevesti” (Macedonia) – 3:22

| CD 2; Równonoc. Słowiańska dusza. |
| --- |
| 1. „Wstęp” (gościnnie: Tomasz Knapik) – 1:15 2. „Słowianin” (gościnnie: VNM) – 2:52 3. „Budź się” (gościnnie: Pezet, Gural, Pih) – 3:26 4. „Z samym sobą” (gościnnie: Sokół) – 3:11 5. „Nie lubimy robić” (gościnnie: Borixon, Kajman) – 3:20 6. „To jest takie nasze” (gościnnie: Onar) – 3:17 7. „Z dziada pradziada” (gościnnie: Trzeci Wymiar) – 3:53 8. „Będą Cię nienawidzić” (gościnnie: Mes) – 3:54 9. „Szukaj jej tu” (gościnnie: Paluch) – 3:28 10. „Niespokojna dusza” (gościnnie: Chada, Słoń, Sobota) – 4:01 11. „Pij wódkę” (gościnnie: Jarecki, DJ BRK) – 2:47 12. „Słowiańska krew” (gościnnie: Gural, Shellerini, Kaczor, Ry23, Rafi) – 4:23 13. „Jestem stąd jestem sobą” (gościnnie: Miuosh, Pelson, Ero, Małpa) – 4:04 14. „Noc kupały” (gościnnie: Tede) – 3:50 15. „Zew” (gościnnie: B.R.O, Z.B.U.K.U, Sitek) – 3:23 16. „Niech obdarzy niech obrodzi” (gościnnie: Hukos, Cira) – 2:54 |

| CD 3; Instrumentale. |
| --- |
| 1. „Wstęp” 2. „Słowianin” 3. „Budź się” 4. „Z samym sobą” 5. „Nie lubimy robić” 6. „To jest takie nasze” 7. „Z dziada pradziada” 8. „Będą Cię nienawidzić” 9. „Szukaj jej tu” 10. „Niespokojna dusza” 11. „Pij wódkę” 12. „Słowiańska krew” 13. „Jestem stąd - jestem sobą” 14. „Noc kupały (szaleństwo prastarych rytuałów)” 15. „Zew” 16. „Niech obdarzy - niech obrodzi” |

## Twórcy
Opracowano na podstawie materiału źródłowego.
- Katarzyna Bromirska – lira bizantyjska, wiolonczela, sopiłka, śpiew.
- Christina Bogdanova – davul, bodhran, śpiew.
- Joanna Lacher – bodhran, śpiew
- Mikołaj Rybacki – lutnie długoszyjkowe, davul, bodhran, darabuka, śpiew, tamburyn, instrumenty perkusyjne.